# Rudolf Seidemann
Rudolf H. Seidemann (* 1942) ist ein ehemaliger österreichischer Basketballspieler.

## Leben
Seidemann entstammt dem Nachwuchs des SK Handelsministerium Wien, mit dessen Kampfmannschaft er später dreimal Staatsmeister (1963, 1964 und 1965) wurde. Ab 1969 stand er für UBSC Wien auf dem Feld und gewann mit der Truppe 1971, 1972 und 1973 weitere österreichische Meistertitel. Mit dem UBSC nahm er am Europapokal der Landesmeister teil und traf auf große Namen des europäischen Basketballsports wie Real Madrid, Pallacanestro Varese und ASVEL Villeurbanne. Die letzten drei Jahre seiner Leistungslaufbahn verbrachte der 1,90-Meter-Mann beim Post SV Wien (1973 bis 1976).
1964 und 1968 nahm er mit der österreichischen Nationalmannschaft an den Ausscheidungsturnieren für die Olympischen Sommerspiele teil.